# Saupaulski metro
Saupaulski metro je metro-sustav javnog prijevoza željeznicom u gradu São Paulo, te je prvi takav sustav u Brazilu. Relativno je mali u usporedbi sa sličnim takvim sustavima u većim gradovima diljem svijeta. Čini ga 75 km željeznica, od kojih su 34,6 km u potpunosti ispod zemlje. Sastoji se od četiri linije, te 57 stanica (33 ispod zemlje). Sustav se spaja na 253 km CPTM-a (Companhia de Trens Metropolitanos) kojim se odvija promet u širem području São Paula. CPTM-om i metroom tjedno prođe oko 3.5 milijuna putnika. Sustav je trenutno u fazi proširenja.

## Linija
| Linija   | Smjer                              | Otvoreno | Dužina  | Stanice |
| -------- | ---------------------------------- | -------- | ------- | ------- |
| Linija 1 | Jabaquara ↔ Tucuruvi               | 1968.    | 20,2 km | 23      |
| Linija 2 | Vila Prudente ↔ Vila Madalena      | 1991.    | 14,7 km | 11      |
| Linija 3 | Corinthians-Itaquera ↔ Barra Funda | 1979.    | 22 km   | 18      |
| Linija 4 | Luz ↔ Butantã                      | 2010.    | 9 km    | 6       |
| Linija 5 | Capão Redondo ↔ Adolfo Pinheiro    | 2002.    | 9 km    | 7       |

## Vanjske poveznice
- (port.) Saupaulski metro - Official Website